# Dubbeldeckarna
Dubbeldeckarna (originaltitel Pros and Cons), amerikansk TV-serie.
Huvudrollen Gabriel Bird spelades av James Earl Jones. Jones upprepade här sin roll från I lagens skugga, men Bird har nu flyttat till det soliga Los Angeles och blir kompanjon med en där redan etablerad privatdetektiv.